# Rafaël Troch
 (janvier 2020).
Si vous disposez d'ouvrages ou d'articles de référence ou si vous connaissez des sites web de qualité traitant du thème abordé ici, merci de compléter l'article en donnant les références utiles à sa vérifiabilité et en les liant à la section « Notes et références ».
Pour les articles homonymes, voir Troch.
Rafaël Troch (aussi Raphaël ou Raph) est un acteur et metteur en scène belge flamand né à Termonde le 10 janvier 1960 et décédé à Saint-Nicolas le 10 janvier 2011.

## Ses rôles
Il est la voix française et la voix flamande de Tinky-Winky dans Les Télétubbies. Pour la nouvelle série, il fut remplacé par Frédéric Meaux. À la suite de cela, il décide d'arrêter l'activité d'acteur pour se consacrer à la mise en scène de pièces et de comédies musicales. 

## Mort et maladie
Rafaël meurt d'une pneumonie aiguë le 10 janvier 2011, le jour de ses 51 ans, ses funérailles ont lieu le 13 janvier.

## Filmographie
- 1980 : De Witte van Sichem de Robbe De Hert
- 1981 : Het einde van de reis de Peter Simons
- 1991 : Suite 215
- 1996 : Ik, mik, Loreland
- 1997-2001 : Les Télétubbies : Tinky-Winky
- 2000 : Brussel Nieuwsstraat